# Сан Гризогоно (Мачерата)
Сан Гризогоно (итал. San Grisogono) насеље је у Италији у округу Мачерата, региону Марке.
Према процени из 2011. у насељу је живело 153 становника. Насеље се налази на надморској висини од 235 м.